# Novi Avion
Der Novi Avion (auf Deutsch: Neues Flugzeug) war ein geplantes jugoslawisches einstrahliges Mehrzweckkampfflugzeug.

## Geschichte
Mitte der 1980er begann das Jugoslawische Luftfahrttechnische Institut mit Arbeiten zu einem Jagdflugzeug, das die älteren MiG-21 in der jugoslawischen Luftwaffe ersetzen sollte. Das Projekt wurde unter dem Namen Novi Avion geführt. Eine Alternativbezeichnung, vielleicht spätere offizielle Bezeichnung, war Supersonik. Geplant waren bis zu 150 Einheiten. Der Erstflug eines Prototyps war für 1992 geplant. Als Zwischenlösung bis zur Einführung des Novi Avion wurden von der jugoslawischen Luftwaffe 50 MiG-29 bestellt, von denen bis zum Zerfall Jugoslawiens 14 MiG-29B und 2 MiG-29UB geliefert wurden. Mit dem Zerfall Jugoslawiens ab 1991 wurde das Projekt abgebrochen und schließlich eingestellt.
Als Vorbild für den Novi Avion diente die französische Rafale, die sich ebenfalls im Entwicklungsstadium befand. Dementsprechend wurde auch Dassault Aviation in das Projekt eingebunden, einige Teile des Flugzeuges wären in Frankreich produziert worden. Der Novi Avion wäre im Grunde eine vereinfachte und billigere Version der Rafale gewesen, mit nur einem Triebwerk statt der zwei des französischen Vorbilds. Als Triebwerk war das Snecma M88 vorgesehen. Zum Einsatz wäre möglicherweise das Bordradar Cyrano IVMR wie bei der Mirage F1 oder RDM/RDI wie bei der Mirage 2000 gekommen. Dassault schätzte eine mögliche Exportchance für das Flugzeug auf 300 bis 500 Einheiten.

## Technische Daten

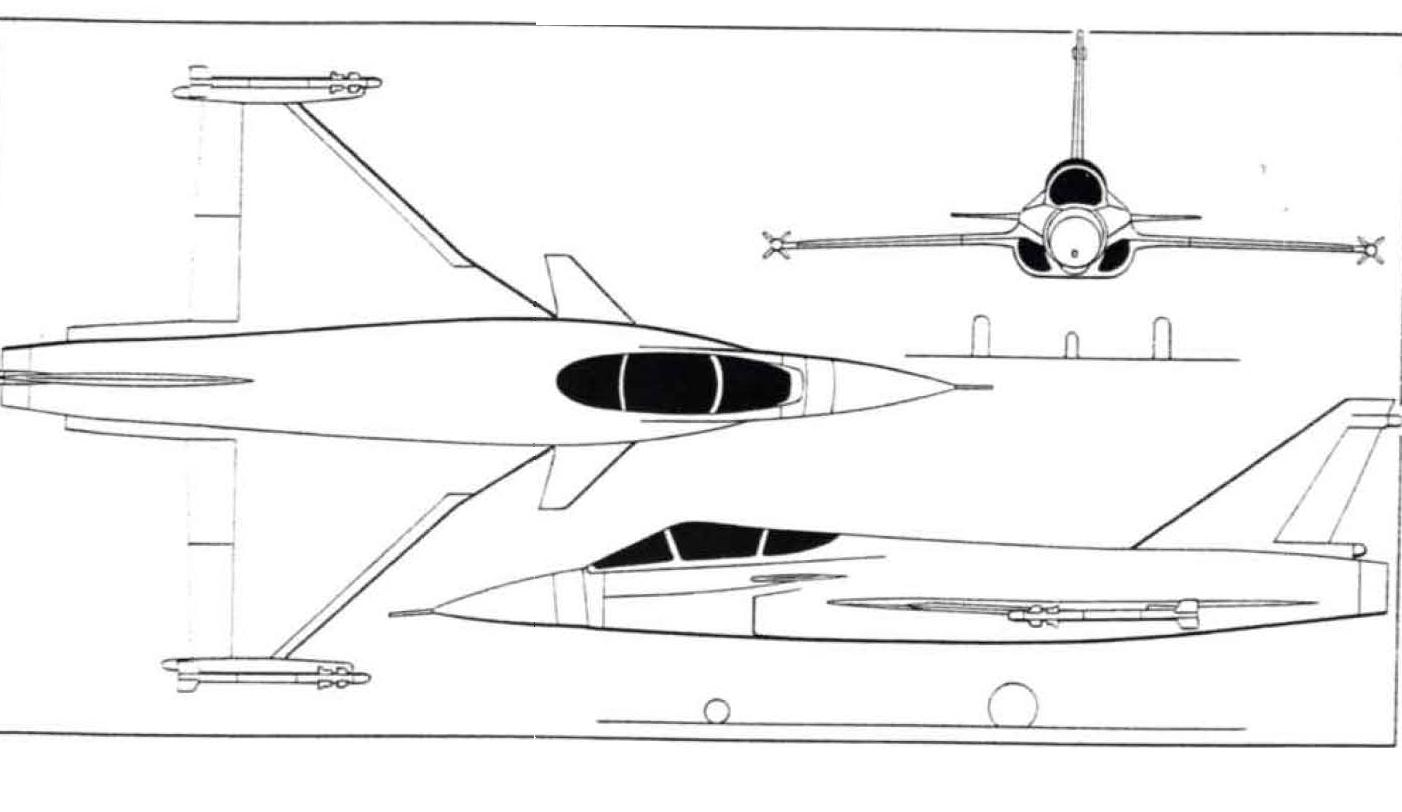
Dreiseitenriss

| Kenngröße             | Daten (gerechnet)                                                                                               |
| --------------------- | --- |
| Besatzung             | 1 |
| Länge                 | 13,75 m |
| Spannweite            | 8,00 m |
| Höhe                  | 4,87 m |
| Flügelfläche          | 30,00 m² |
| Flügelstreckung       | 2,1 |
| Tragflächenbelastung  | maximal (max. Startmasse): 446,67 kg/m²                                                                         |
| Leermasse             | 6.247 kg |
| max. Startmasse       | 13.400 kg |
| Lastvielfache         | bis +8,84g |
| Höchstgeschwindigkeit | 2.000 km/h bzw. Mach 1,88                                                                                       |
| Dienstgipfelhöhe      | 17.000 m |
| Reichweite            | 3.765 km |
| max. Waffenlast       | 4.500 kg an 11 Außenlaststationen (davon 9 unter den Flügeln und unter dem Rumpf und zwei an den Flügelspitzen) |
| Triebwerk             | ein Mantelstromtriebwerk Snecma M88                                                                             |

### Bewaffnung
- eine 30-mm-Revolverkanone
- Luft-Luft-Flugkörper Magic 2 und MICA
- Bomben und Lenkbomben wie die KAB-500
- Luft-Boden-Marschflugkörper wie die MBDA Apache
- vermutlich auch der Seezielflugkörper AM.39 Exocet